# St. Stephan (Watenstedt)

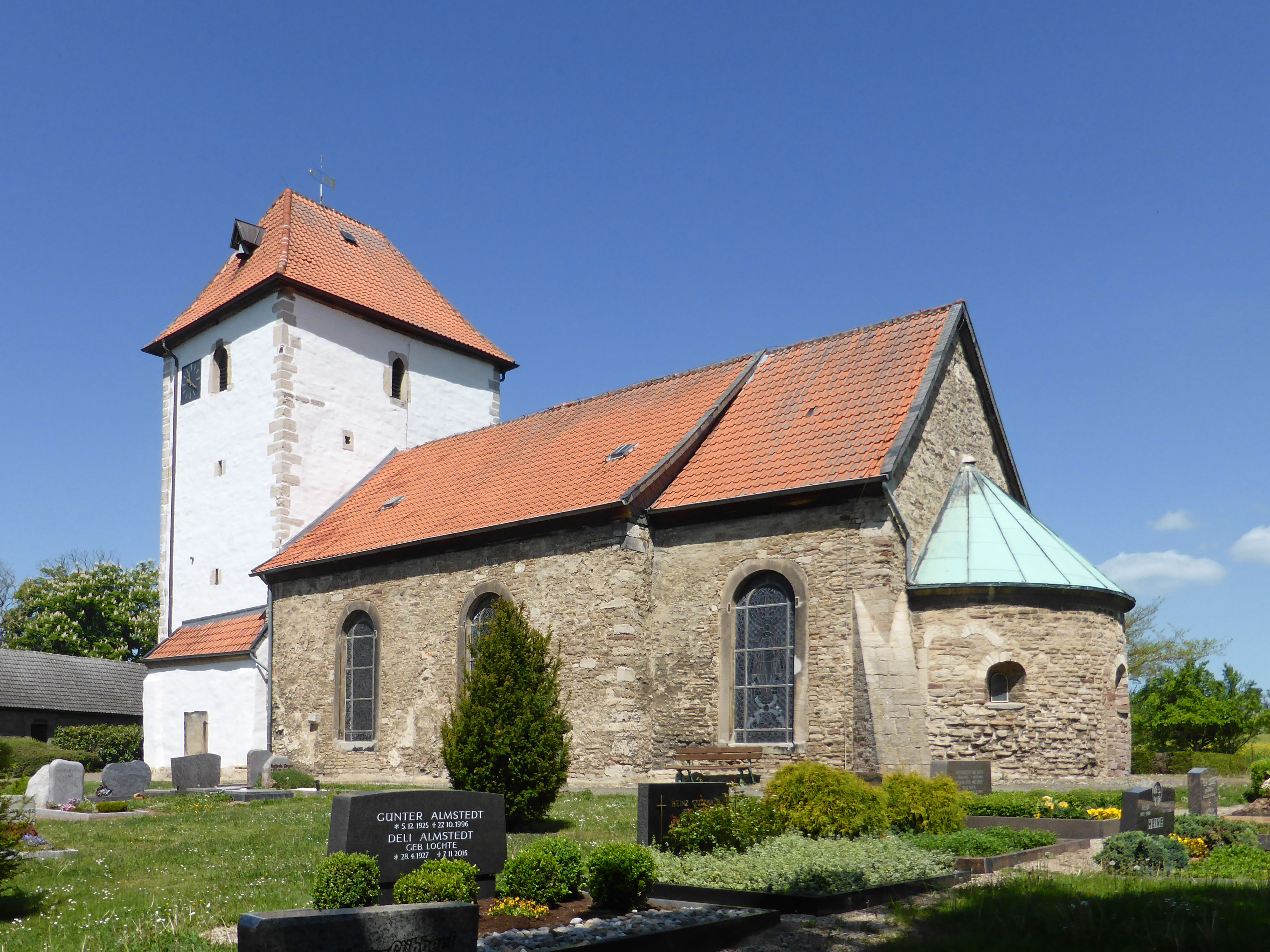
St. Stephan (Watenstedt)

Die evangelisch-lutherische Kirche St. Stephan steht auf dem Friedhof von Watenstedt, einem Gemeindeteil der Gemeinde Gevensleben im Landkreis Helmstedt in Niedersachsen. Das Baudenkmal hat nach dem Niedersächsischen Denkmalschutzgesetz die ID 32637310. Die Kirche gehört zur Evangelisch-lutherischen Landeskirche in Braunschweig.

## Beschreibung
Die Saalkirche wurde in der 1. Hälfte des 13. Jahrhunderts errichtet. Sie besteht aus einem Langhaus mit zwei Jochen, einem eingezogenen Chor mit einem Joch im Osten, beide aus unverputzten Bruchsteinen und mit Satteldächern bedeckt, und einem verputzten, querrechteckigen Kirchturm im Westen, der mit einem Walmdach bedeckt ist. An den Chor ist eine halbrunde Apsis angebaut. Das oberste Geschoss des Kirchturms beherbergt die Turmuhr und hinter den Klangarkaden den Glockenstuhl für die Kirchenglocken, die Schlagglocke für die Turmuhr hängt an einer Dachgaube des Walmdaches.